# Пахтаабадский район
Пахтааба́дский райо́н (тума́н; узб. Paxtaobod tumani / Пахтаобод тумани) — район на северо-востоке Андижанской области Узбекистана. Административный центр — город Пахтаабад.

## История
Район образован 29 сентября 1926 года. С 24 декабря 1962 по 7 декабря 1970 года находился в составе Избасканского района.

## География
По территории района протекают реки Карадарья, Тентаксай, Майлисай, имеются насосные станции Дустик и Алмайдан. Берега рек и саёв укреплены гранитом.
Рельеф представлен плато (повышается с запада на восток), расположенным между реками Нарын и Карадарья.
Почвы — преимущественно серозёмы. На адырах обогащены, в предгорьях — лучные серозёмы, по берегам — лучные, болотисто-лучные и болотные серозёмы.

## Климат
Климат высоких субтропических нагорий. Средняя температура июля — +26,7˚С, февраля — -3,5˚С. Вегетационный период составляет 217 дней. Среднегодовое количество осадков — 300—400 мм.

## Административно-территориальное деление
Район состоит из 1-го города (шахари) и 5 сельских сходов граждан (кишлак-фукаролар-йигини) (включая 48 сёл):
Город
1. Пахтаабад (центр).

5 сельских сходов граждан:
1. Бустон,
2. Иттифок,
3. Маданият,
4. Пахтакор,
5. Уйгур.